# زبان گوگوریویی
زبان گوگوریو یا گوگوریویی (کره‌ای: 고구려어; هانجا: 高句麗語) (۳۷ ق. م - ۶۶۸ م)، زبان امپراتوری گوگوریو یکی از سه پادشاهی کره، بود. تاریخ‌های آغازین چینی بیان می‌کنند که این زبان شبیه به زبان‌های بویو، اوکجو و یه بوده است. «لی کیمون» این چهار زبان را به عنوان زبان‌های بویو دسته‌بندی کرده است. این تاریخ‌ها همچنین تفسیر می‌کردند که این زبان‌ها با زبان‌های ییلو و مالگال فرق داشتند. هیچ‌کدام از این زبان‌ها به جز گوگوریو، که شواهد مربوط به آن محدود و بحث‌برانگیز است، تأیید نشده‌اند.
بیشترین مدرک مورد استناد، مجموعه‌ای از توضیحات مربوط به نام مکان‌ها در سامگوک ساگی است. بیشتر محققان در کره، با تصور اینکه مردم گوگوریو به گویشی از زبان کره‌ای باستان صحبت می‌کردند، این کلمات را کره‌ای دانسته‌اند، در حالی که سایر محققان بر شباهت‌های آنها با زبان‌های ژاپنی تأکید کرده‌اند. لی و رمزی بر این باورند که این زبان، زبانی میانی بین این دو خانواده بوده است. نویسندگان دیگر بر این باورند که این نام مکان‌ها منعکس کننده زبان‌های مردمان دیگر در بخشی از کره مرکزی است که در قرن پنجم توسط گوگوریو تصرف شد، نه خود گوگوریو.
شواهد دیگر بسیار پراکنده هستند و به ویژگی‌های عجیب و غریب در زبان چینی کتیبه‌های گوگوریو و تعداد بسیار کمی از کلمات گوگوریو که در متون چینی توضیح داده شده‌اند، محدود می‌شوند. وووین و اونگر معتقدند که این شکل اولیه زبان کره‌ای بوده که متعاقباً جایگزین زبان‌های ژاپنی در جنوب شبه جزیره شده است. برخی دیگر معتقدند که این زبان تونگوزی بوده است، یا اینکه شواهد کافی برای اثبات این وابستگی وجود ندارد.

## توضیح منابع چینی

فرمانداری‌های چینی (به رنگ ارغوانی) و همسایگان شرقی آنها که در تاریخ سه پادشاهی ذکر شده است.

تاریخ‌های چینی تنها توصیفات همزمان از مردمان شبه‌حزیره کره و شرق منچوری در سده‌های نخستین میلادی را ارائه می‌دهند. آنها حاوی اظهارات برداشت‌گرایانه‌ای دربارهٔ زبان‌های منطقه بر اساس گزارش‌های دست دوم هستند و گاهی اوقات با یکدیگر متناقضند. کتاب‌های تاریخی بعدی کره، مانند سامگوک ساگی، زبان‌های سه پادشاهی را توصیف نمی‌کنند.
دولت بویو، در حوضه شمال سونگهوا، از سده سوم پیش از میلاد برای چینی‌ها شناخته شده بود. فصل ۳۰ «شرح بربرهای شرقی» از اسناد سه پادشاهی، بررسی انجام شده توسط دولت چینی سائو وی پس از شکست گوگوریو در سال ۲۴۴ میلادی را ثبت می‌کند. نسخه دیگری از این گزارش، احتمالاً از یک منبع مشترک، در فصل ۸۵ تاریخ هان متاخر (سده پنجم) یافت می‌شود. این گزارش بیان می‌کند که زبان‌های بویو، گوگوریو و یه مشابه بوده‌اند و زبان اوکجو تنها کمی با آنها متفاوت بوده است. گوگوریو که در اصل در دره رودخانه هون ساکن بود، خود را شاخه‌ای جنوبی از بویو می‌دانست. طی چند صده بعدی، آنها گسترش یافتند و بر بخش بزرگی از منچوری شرقی و شمال شبه‌جزیره کره حکومت کردند.
در جنوب فرمانداری چینی لیلانگ، سامهان (سه هان)، ماهان، بیون‌هان و جین‌هان قرار داشتند که اسناد سه پادشاهی، آنها را با اصطلاحاتی کاملاً متفاوت از بویو و گوگوریو توصیف می‌کند. بر اساس این متن، «لی کیمون» زبان‌های رایج در شبه‌جزیره کره در آن زمان را به گروه‌های بویو و هان تقسیم کرد.
در همان متن آمده است که زبان ییلوها در شمال شرقی با زبان بویو و گوگوریو متفاوت بوده است. فصل ۹۴ کتاب تاریخ دودمان‌های شمالی (تألیف شده در سال ۶۵۹ میلادی) بیان می‌کند که زبان مالگال در همان منطقه با زبان گوگوریو متفاوت بوده است. این زبان‌ها کاملاً اثبات نشده‌اند، اما بر اساس موقعیت مکانی و توصیف مردم، گمان می‌رود که تونگوزی بوده‌اند.
کتاب لیانگ (۶۳۵ میلادی) بیان می‌کند که زبان پادشاهی بکجه همان زبان گوگوریو بوده است. طبق تاریخ سنتی کره، پادشاهی بکجه توسط مهاجرانی از گوگوریو که ماهان را تصرف کردند، تأسیس شد.

## نام مکان‌ها در سامگوک ساگی

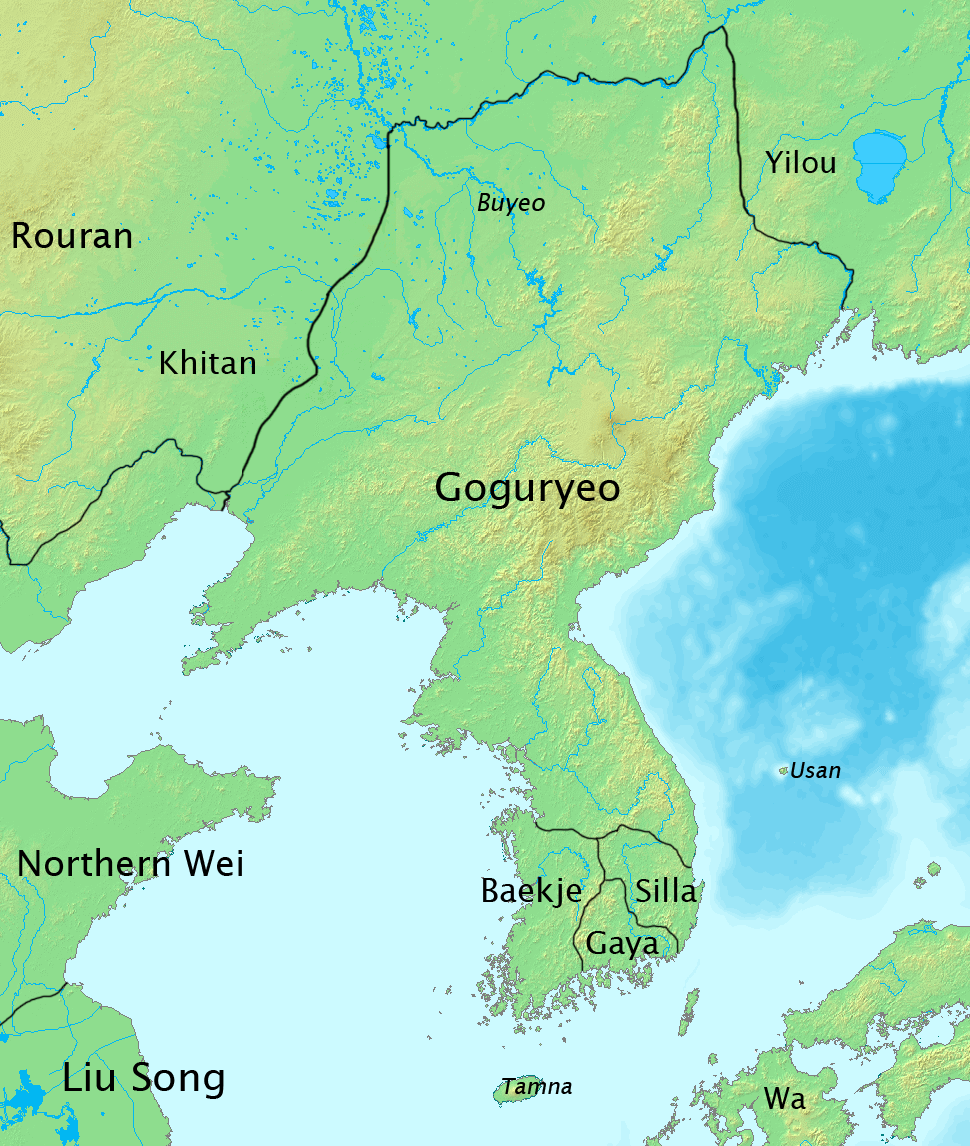
شبه‌جزیره کره در اواخر سده پنجم میلادی

بیشترین استناد در مورد گوگوریو فصل ۳۷ از سامگوک ساگی است، تاریخچه ای از دوره سه پادشاهی که به زبان چینی کلاسیک نوشته شده و درسال ۱۱۴۵ میلادی از سوابق قبلی که دیگر موجود نیستند گردآوری شده است.
این فصل بخشی از گوگوریو را که توسط سیلا ضمیمه شده است، با مدخل‌هایی مانند بررسی می‌کند:
七重縣一云難隱別
عبارت «一云» دو نام جایگزین برای یک مکان جدا می‌کند.
بخش اول، «七重縣» را می‌توان در چینی به عنوان «شهرستان هفت‌گانه» خواند، در حالی که «難隱別» بی‌معنی است، و از این رو به نظر می‌رسد از حروف چینی برای نمایش صدای نام استفاده می‌کند. از نمونه‌های دیگر، محققان چنین استنباط می‌کنند که «難隱» به معنای «هفت» و «別» به معنای «تا، لایه» است، در حالی که بخش «شهرستان» از براق نمایش داده نمی‌شود. به این ترتیب واژگانی بین ۸۰ تا ۱۰۰ کلمه از این نام مکان‌ها استخراج شده است. اگرچه تلفظ‌های ضبط‌شده با استفاده از نویسه‌های چینی دشوار است، اما برخی از این واژه‌ها به نظر می‌رسد شبیه کلمات کره‌ای، ژاپنی و تونگوزی هستند.
به‌طور کلی پذیرفته شده است که این لغت‌ها نشان می‌دهند که زمانی به زبان‌های ژاپنی در بخشی از شبه جزیره کره صحبت می‌شده است، اما دربارهٔ هویت گویندگان اتفاق نظر وجود ندارد.
محققانی که این کلمات را به عنوان نمایانگر زبان گوگوریو می‌دانند، به طیف وسیعی از نتایج در مورد این زبان رسیده‌اند. اکثر محققان کره ای آن را شکلی از کره‌ای باستان می‌دانند و بر تفسیرهای کره ای داده‌ها تمرکز می‌کنند. در اوایل قرن بیستم، محققان ژاپنی مانند نایتو کونان و شینمورا ایزورو به شباهت‌های ژاپنی اشاره کردند، به ویژه در تنها اعداد تأیید شده، ۳، ۵، ۷ و 10:

## داده‌های دیگر

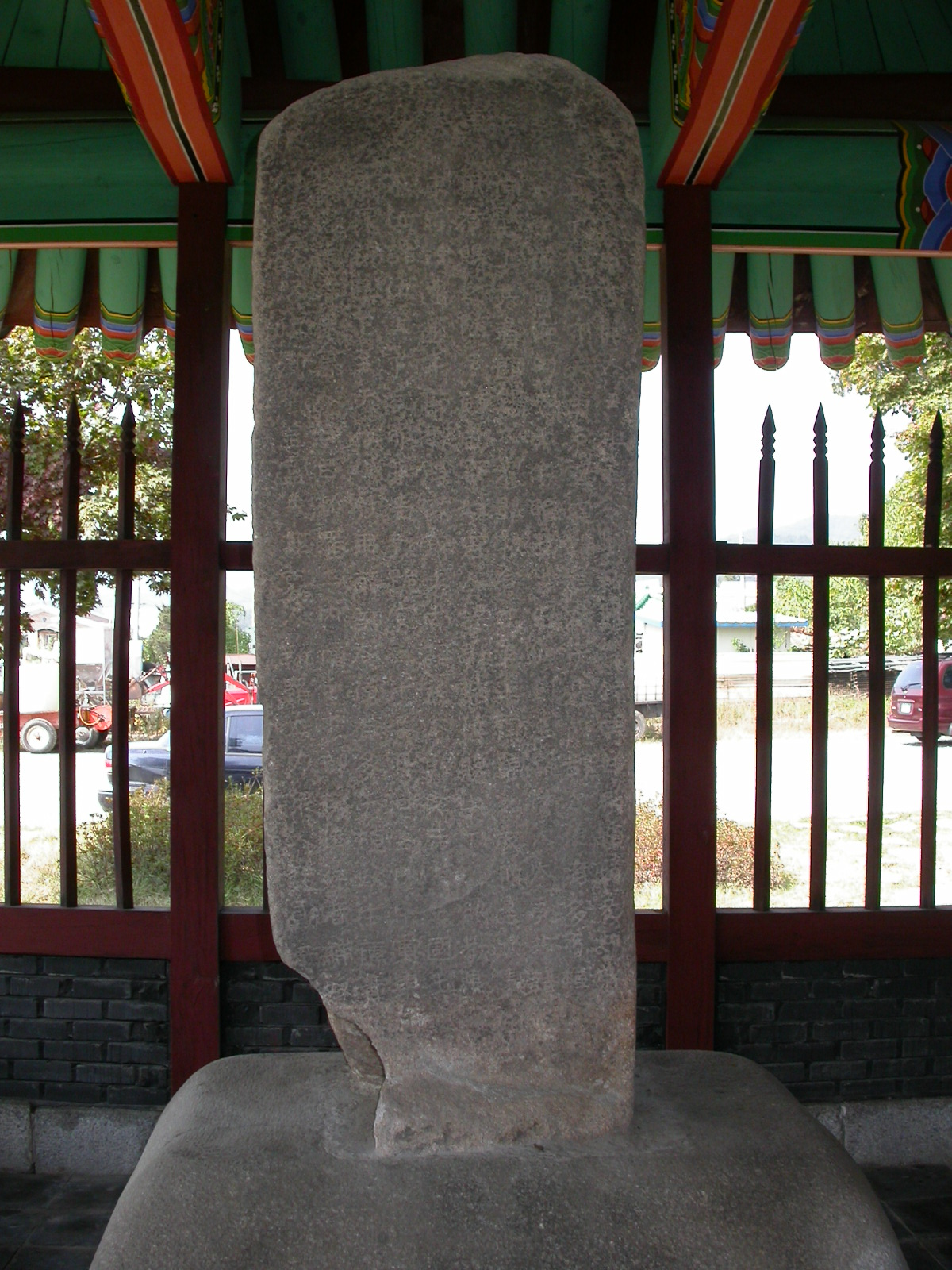
بنای یادبود گوگوریو در جونگوون، چونجو

داده‌های دیگر در مورد زبان گوگوریو بسیار پراکنده است، و وابستگی آن هنوز مشخص نیست.
تعداد کمی کتیبه در قلمرو گوگوریو یافت شده است، از جمله سنگ یادبود گوانگ‌گه‌تو بزرگ (که در سال ۴۱۴ میلادی در جی‌آن نصب شده است)، چهار کتیبه بر روی دیوارهای دژ پیونگ‌یانگ و یک سنگ یادبود در جونگوون، چونگجو (دهه ۵۹۰ میلادی). همه به زبان چینی نوشته شده‌اند، اما برخی از آنها حاوی بی‌نظمی‌هایی هستند، از جمله چند نمونه از ترتیب مفعول-فعل (همان‌طور که در کره‌ای و دیگر زبان‌های آسیای شمال شرقی یافت می‌شود) به جای ترتیب فعل-مفعول معمول چینی، و برخی از کاربردهای کاراکترهای «之» و «伊» که برخی از نویسندگان آن را به کاربرد آنها برای نشان دادن حروف اضافه کره‌ای در متون بعدی خط ایدو از شیلای متحد مرتبط دانسته‌اند.
«بکویث» دوازده نام مکان و افراد را در تاریخ‌های چینی شناسایی کرد که به گفتهٔ او، کلماتی گوگوریو هستند. «باینگتون» در نقد خود بر «کتاب بکویث»، مبانی تاریخی این شناسایی‌ها و همچنین نظریه‌های بکویث در مورد ریشه‌های گوگوریو در غرب لیاونینگ را مورد انتقاد قرار داده است.
تاریخ‌های چینی شامل چند تفسیر از کلمات گوگوریو هستند:
- در فصل ۳۰ از سوابق سه پادشاهی (پایان سده سوم میلادی) آمده است که «溝漊 (چینی هان شرقی *koro، چینی میانه kuw-luwyeo» برای کلمه «قلعه» است.[۲۵] بکویث این کلمه را با ژاپنی قدیمی «kura– انبار» مقایسه کرد. «[۲۶] و منچو /mnc/ «شهر مستحکم»، اما با لغزش «t» مانند کره‌ای.[۲۷]
- فصل ۱۰۰ از کتاب وی (میانه سده ششم میلادی) 謁奢 «ʔjot-syæ–برادر بزرگتر و 太奢» را می‌دهد. «thajH-syae–برادر بزرگتر». اکساندر ووین «ʔjot را با کره‌ای میانه nyěys–قدیمی» و thajH را با یک کلمه کره میانه اولیه «کوچک، جوان» که به صورت رونویسی شده بود مقایسه کرد. «ʔæH-thwojH (亞退) در جیلین لیشی (۱۱۰۳–۱۱۰۴). کلمه syæ دقیقاً با ژاپنی باستان se – برادر بزرگتر» مطابقت دارد، اما این در ژاپنی توزیع محدودی دارد و ممکن است یک واژه قرضی باشد.[۲۸]
- در همین فصل نام جومونگ، بنیان‌گذار افسانه‌ای گوگوریو، به‌عنوان «朱蒙 (چینی میانه tsyu-muwng)» که به‌عنوان «کمان‌دار خوب» نشان داده شده است. این نام در سنگ یادبود گوانگ‌گه‌تو بزرگ به صورت «鶵牟 (چینی هان شرقی *dẓo-mu، چینی میانه tsrhju-mjuw)» ظاهر می‌شود. الکساندر ووین هجای اول را با کره‌ای میانه «tywǒh- خوب باش» مقایسه کرد، اما نتوانست برای قسمت دوم مطابقت داشته باشد.[۲۹]
- فصل ۴۱ از کتاب ژو (اوایل قرن هفتم) «骨蘇 kwot-su سرپوش تشریفاتی» را ارائه می‌کند، که الکساند ووین آن را با بخش اول کره‌ای میانه «kwoskál» مقایسه کرد.[۳۰]

الکساندر ووین همچنین به وام‌واژه‌های کره‌ای در زبان‌های جورچن و مانچو اشاره کرد و استدلال کرد که زبان گوگوریو جد زبان کره‌ای بوده و به سمت جنوب گسترش یافته و جایگزین زبان‌های ژاپنی سامهان شده است. جیمز اونگر مدل مشابهی را بر اساس مبانی تاریخی پیشنهاد کرده است.
نویسندگان دیگر معتقدند که زبان گوگوریو یک زبان تونگوزی بوده است.جوها جانهونن بر اساس شواهد تاریخی مبنی بر اینکه جورچن‌های دودمان جین و بعدها منچوهای دودمان چینگ که از قلمرو سابق گوگوریو برخاستند، به زبان تونگوزی صحبت می‌کردند، از وابستگی تونگوزی به این زبان دفاع می‌کند.